# Sande (Marco de Canaveses)
Sande ist ein Ort und eine ehemalige Gemeinde (Freguesia) im portugiesischen Kreis Marco de Canaveses. Die Gemeinde hatte 1885 Einwohner (Stand 30. Juni 2011).
Am 29. September 2013 wurden die Gemeinden Sande und São Lourenço do Douro zur neuen Gemeinde Sande e São Lourenço zusammengeschlossen. Sande ist Sitz dieser neu gebildeten Gemeinde.